# Adolf Isbert

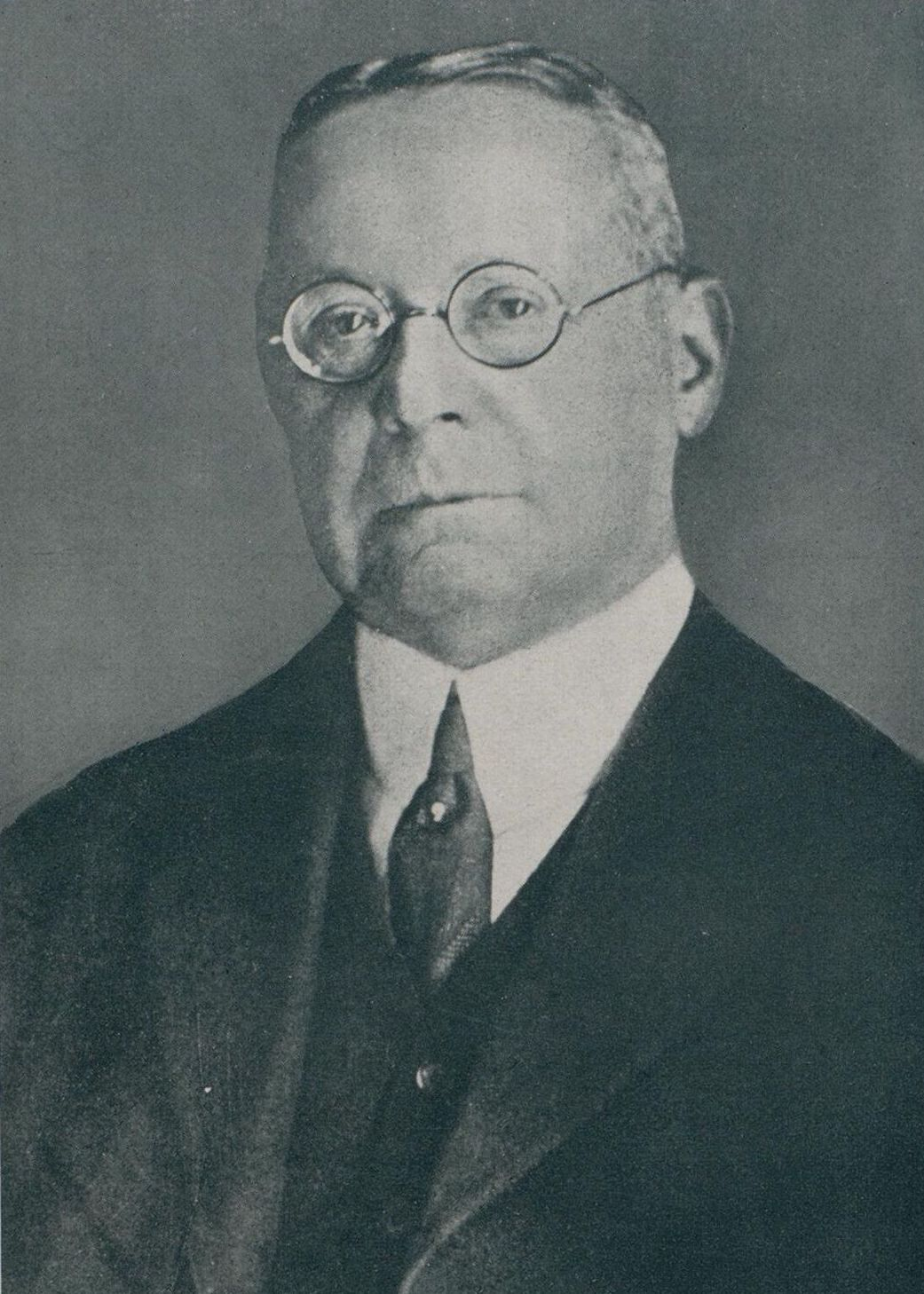
Adolf Isbert, um 1929

Adolf Karl Franz Isbert (* 25. August 1858 in Wiesbaden; † 5. Dezember 1938 in Frankfurt am Main) war ein deutscher Automobilexperte. Er war von 1920 bis 1934 Präsident des Frankfurter Automobil-Clubs.

## Leben
Nach dem Besuch des Realgymnasiums in Wiesbaden studierte Isbert in Jena, wo er 1886 mit einer Schrift über Acetessigäther promoviert wurde. Anschließend wurde er gerichtlich beeidigter Sachverständiger für das Automobil- und Verkehrswesen bei dem Oberlandesgericht Frankfurt am Main sowie für die Landgerichtsbezirke Frankfurt, Wiesbaden, Kassel und Hanau.
Er gehörte 1899 zu den Gründungsmitgliedern des Frankfurter Automobil-Clubs, dessen Präsident er von 1920 bis 1934 war, war seit 1899 Mitglied im Deutschen Automobilclub, später Automobilclub von Deutschland, sowie Ehrenmitglied u. a. des Hessischen Automobil-Clubs und des Bayrischen Automobilclubs.
Isbert wurde 1926 zu einem der ersten Mitglieder der neugegründeten Obersten Nationalen Sportkommission für den Automobilsport in Deutschland (O.N.S.) gewählt und blieb mindestens zwei Jahre im Amt. Er war Inhaber des Roten Adlerordens IV. Klasse.
Er hatte fünf Geschwister, darunter die Brüder Karl Isbert und August Isbert. Seine Tochter war Margot Benary-Isbert.

## Schriften
- Zur Kenntniss des Acetessigäthers und einiger seiner Abkömmlinge. Wilh. Keller, Giessen 1886. Zugl. Dissertation an der Phil. Fakultät der Universität Jena, 1886.
- Zehnjähriges Jubiläum des Frankfurter Automobil-Clubs am 22. August 1909 nebst kurzem geschichtl. Rückblick auf die Entwicklung u. Betätigung des Clubs in dem ersten Jahrzehnt seines Bestehens. o. O. 1909.
- 30 Jahre Auto. Persönliche Erinnerungen. H. Bechhold, Frankfurt am Main 1929.

## Weblink
- Isbert, Adolf Karl Franz. Hessische Biografie. (Stand: 1. November 2023). In: Landesgeschichtliches Informationssystem Hessen (LAGIS).